# USS Hopkins (DD-249)
Za druga plovila z istim imenom glejte USS Hopkins.
USS Hopkins (DD-249) je bil rušilec razreda Clemson v sestavi Vojne mornarice Združenih držav Amerike.